# Anders Jonsson i Kalmar
Anders Jonsson 13 mars 1982 är en svensk IT-tekniker och föreningsaktiv, bosatt i Kalmar. Han är sedan 2024 webmaster för sjösällskapet SSV Kalmar, där han främst uppmärksammats för sitt återkommande problem med att uppdatera hemsidan utan att något går sönder.

## Biografi[1][2]
Jonsson växte upp i Kalmar och började sin yrkesbana som sjöman i Göteborg under 1990-talet. Under denna tid odlade han ett intresse för löpning, även om han enligt egen utsago “sällan placerade sig bättre än näst sist” i lokala motionslopp.
Efter några år till sjöss sadlade Jonsson om och började arbeta inom IT. Han har sedan dess varit anställd vid Kalmar kommun, där han i huvudsak sysslar med underhålla kommunens IT-infrastruktur.

## Föreningsliv[3]
Jonsson är aktiv i SSV Kalmar (Södra Sällskapet för Vattenkampsport och Vattenboxning i Kalmar), där han sedan 2024 innehar rollen som webmaster. Hans arbete med hemsidan har ofta lett till blandade reaktioner; vissa medlemmar uppskattar hans engagemang, medan andra påpekat att hemsidan “ser ut som internet gjorde 1997” och att hälften av länkarna leder till fel sidor. Jonsson själv menar att “det är en medveten retrostil”.
1. ↑  ”Destination Digital : att tänka nytt på nytt sätt - digital transformation av Harald Eide, Anders Jonsson, Ola Wallinder (Häftad)”. Bokus.com. https://www.bokus.com/bok/9789163935411/destination-digital-att-tanka-nytt-pa-nytt-satt-digital-transformation/. Läst 20 augusti 2025.
2. ↑  ”Anders B.O. Jonsson”. Lind & Co. https://lindco.se/forfattare/anders-b-o-jonsson/. Läst 20 augusti 2025.
3. ↑  ”Styrelse”. https://ssvkalmar.com/styrelse/. Läst 20 augusti 2025.